# Ligue majeure de baseball 2019
Navigation
2018 2020
La saison 2019 de la Ligue majeure de baseball a commencé le 20 mars, et sa saison régulière s'est terminée le 29 septembre. C'était le 150e anniversaire du baseball professionnel, qui remonte à la fondation des Red Stockings de Cincinnati en 1869. Les séries éliminatoires ont commencé le 1er octobre. La série mondiale a commencé le 22 octobre et s'est terminée le 30 octobre avec la victoire des Nationals de Washington face aux Astros de Houston au bout de sept matchs. Le calendrier complet a été publié le 22 août 2018.
Le 90e match des étoiles de la Ligue majeure de baseball s'est déroulé le 9 juillet au Progressive Field, domicile des Indians de Cleveland. La Ligue américaine a gagné sur un score de 4-3, ce qui en fait sa septième victoire consécutive.
C'est la dernière saison autorisant l'utilisation de l'ensemble des joueurs de la liste des 40 joueurs du 1er septembre jusqu'à la fin de la saison régulière (appelés rappels de septembre).

## Calendrier
Comme depuis 2013, les équipes devaient jouer 19 matchs contre chaque équipe de sa division pour un total de 76 matchs, et six ou sept matchs contre chaque équipe des deux autres divisions pour un total de 66 matchs. Les principaux affrontements interligues étaient la division Est de la Ligue américaine contre la division Ouest de la Ligue nationale, la division Centrale de la Ligue américaine contre la division Est de la Ligue nationale et enfin la division Ouest de la Ligue américaine contre la division Centrale de la Ligue nationale.
La saison a commencé les 20 et 21 mars avec les Athletics d'Oakland contre les Mariners de Seattle, au Tokyo Dome, au Japon.
Le 28 mars a été le jour d'ouverture le plus tôt de l'histoire de la MLB en excluant les matchs internationaux. Avant cela, le plus tôt avait été le 29 mars lors de la saison 2018.
Les deuxièmes séries annuelles de matchs au Mexique ont comporté quatre matchs répartis en deux séries. La première a opposé les Cardinals de Saint-Louis aux Reds de Cincinnati à l'Estadio de Béisbol Monterrey les 13 et 14 avril. L'autre série, également à Monterrey, comportait deux matchs entre les Astros de Houston et les Angels de Los Angeles les 4 et 5 mai.
Le 13 juin, les Royals de Kansas City ont affronté les Tigers de Détroit au TD Ameritrade Park à Omaha au Nebraska, deux jours avant la série mondiale universitaire. Ce fut le premier match de la MLB joué dans l'État du Nebraska.
La Série de Londres 2019 opposé les Yankees de New York aux Red Sox de Boston au Stade olympique de Londres, les 29 et 30 juin, ce qui en fait la première série de la saison régulière jouée à Londres, dans le cadre d'un partenariat de deux années consécutives.
La Little League Classic a eu lieu au BB&T Ballpark à Williamsport, en Pennsylvanie, elle coïncidait avec les Little League World Series, il s'agit de la troisième édition de ce match. Elle a été jouée entre les Cubs de Chicago et les Pirates de Pittsburgh le 18 août.

## Classements
Source : Classement officiel sur le site de la MLB.
| AL Est                  | V   | D   | Moy.  | MR | Dom.  | Ext.  |
| ----------------------- | --- | --- | ----- | -- | ----- | ----- |
| (2) Yankees de New York | 103 | 59  | 0.636 | —  | 57–24 | 46–35 |
| (5) Rays de Tampa Bay   | 96  | 66  | 0.593 | 7  | 48–33 | 48–33 |
| Red Sox de Boston       | 84  | 78  | 0.519 | 19 | 38–43 | 46–35 |
| Blue Jays de Toronto    | 67  | 95  | 0.414 | 36 | 35–46 | 32–49 |
| Orioles de Baltimore    | 54  | 108 | 0.333 | 49 | 25–56 | 29–52 |

| AL Centrale            | V   | D   | Moy.  | MR  | Dom.  | Ext.  |
| ---------------------- | --- | --- | ----- | --- | ----- | ----- |
| (3) Twins du Minnesota | 101 | 61  | 0.623 | —   | 46–35 | 55–26 |
| Indians de Cleveland   | 93  | 69  | 0.574 | 8   | 49–32 | 44–37 |
| White Sox de Chicago   | 72  | 89  | 0.447 | 28½ | 39–41 | 33–48 |
| Royals de Kansas City  | 59  | 103 | 0.364 | 42  | 31–50 | 28–53 |
| Tigers de Détroit      | 47  | 114 | 0.292 | 53½ | 22–59 | 25–55 |

| AL Ouest              | V   | D  | Moy.  | MR | Dom.  | Ext.  |
| --------------------- | --- | -- | ----- | -- | ----- | ----- |
| (1) Astros de Houston | 107 | 55 | 0.660 | —  | 60–21 | 47–34 |
| Athletics d'Oakland   | 97  | 65 | 0.599 | 10 | 52–29 | 45–36 |
| Rangers du Texas      | 78  | 84 | 0.481 | 29 | 45–36 | 33–48 |
| Angels de Los Angeles | 72  | 90 | 0.444 | 35 | 38–43 | 34–47 |
| Mariners de Seattle   | 68  | 94 | 0.420 | 39 | 35–46 | 33–48 |

| NL Est                      | V  | D   | Moy.  | MR | Dom.  | Ext.  |
| --------------------------- | -- | --- | ----- | -- | ----- | ----- |
| (2) Braves d'Atlanta        | 97 | 65  | 0.599 | —  | 50–31 | 47–34 |
| (4) Nationals de Washington | 93 | 69  | 0.574 | 4  | 50–31 | 43–38 |
| Mets de New York            | 86 | 76  | 0.531 | 11 | 48–33 | 38–43 |
| Phillies de Philadelphie    | 81 | 81  | 0.500 | 16 | 45–36 | 36–45 |
| Marlins de Miami            | 57 | 105 | 0.352 | 40 | 30–51 | 27–54 |

| NL Centrale                  | V  | D  | Moy.  | MR | Dom.  | Ext.  |
| ---------------------------- | -- | -- | ----- | -- | ----- | ----- |
| (3) Cardinals de Saint-Louis | 91 | 71 | 0.562 | —  | 50–31 | 41–40 |
| (5) Brewers de Milwaukee     | 89 | 73 | 0.549 | 2  | 49–32 | 40–41 |
| Cubs de Chicago              | 84 | 78 | 0.519 | 7  | 51–30 | 33–48 |
| Reds de Cincinnati           | 75 | 87 | 0.463 | 16 | 41–40 | 34–47 |
| Pirates de Pittsburgh        | 69 | 93 | 0.426 | 22 | 35–46 | 34–47 |

| NL Ouest                   | V   | D  | Moy.  | MR | Dom.  | Ext.  |
| -------------------------- | --- | -- | ----- | -- | ----- | ----- |
| (1) Dodgers de Los Angeles | 106 | 56 | 0.654 | —  | 59–22 | 47–34 |
| Diamondbacks de l'Arizona  | 85  | 77 | 0.525 | 21 | 44–37 | 41–40 |
| Giants de San Francisco    | 77  | 85 | 0.475 | 29 | 35–46 | 42–39 |
| Rockies du Colorado        | 71  | 91 | 0.438 | 35 | 43–38 | 28–53 |
| Padres de San Diego        | 70  | 92 | 0.432 | 36 | 36–45 | 34–47 |

## Séries éliminatoires

### Tableau
|  | Match de meilleur deuxième | Match de meilleur deuxième | Match de meilleur deuxième |  |   | Séries de divisions | Séries de divisions | Séries de divisions |                  |   | Série de championnat | Série de championnat | Série de championnat |  |  | Série mondiale 2019 | Série mondiale 2019 | Série mondiale 2019 |
|  |                            |                            |                            |  |   |                     |                     |                     |                  |   |                      |                      |                      |  |  |                     |                     |                     |
|  |                            |                            |                            |  |   | 1                   | Houston             | 3                   |                  |   |                      |                      |                      |  |  |                     |                     |                     |
|  | 4                          | Oakland                    | 0                          |  |   | 5                   | Tampa Bay           | 2                   |                  |   |                      |                      |                      |  |  |                     |                     |                     |
|  | 4                          | Oakland                    | 0                          |  | 1 | 5                   | Tampa Bay           | 2                   | Houston          | 4 |                      |                      |                      |  |  |                     |                     |                     |
|  | 5                          | Tampa Bay                  | 1                          |  | 1 |                     | Ligue américaine    | Ligue américaine    | Ligue américaine | 4 |                      |                      |                      |  |  |                     |                     |                     |
|  | 5                          | Tampa Bay                  | 1                          |  | 2 | NY Yankees          | Ligue américaine    | Ligue américaine    | Ligue américaine | 2 |                      |                      |                      |  |  |                     |                     |                     |
|  |                            |                            |                            |  |   | NY Yankees          | 2                   | NY Yankees          | 3                | 2 |                      |                      |                      |  |  |                     |                     |                     |
|  |                            |                            |                            |  |   |                     | 2                   | NY Yankees          | 3                |   |                      |                      |                      |  |  |                     |                     |                     |
|  |                            |                            |                            |  |   | 3                   | Minnesota           | 0                   |                  |   |                      |                      |                      |  |  |                     |                     |                     |
|  |                            |                            |                            |  |   |                     |                     |                     |                  |   |                      |                      |                      |  |  | AL1                 | Houston             | 3                   |
|  |                            |                            |                            |  |   |                     |                     | NL4                 | Washington       | 4 |                      |                      |                      |  |  |                     |                     |                     |
|  |                            |                            |                            |  |   | 1                   | LA Dodgers          | 2                   |                  |   |                      |                      |                      |  |  |                     |                     |                     |
|  | 4                          | Washington                 | 1                          |  |   | 4                   | Washington          | 3                   |                  |   |                      |                      |                      |  |  |                     |                     |                     |
|  | 4                          | Washington                 | 1                          |  | 4 | 4                   | Washington          | 3                   | Washington       | 4 |                      |                      |                      |  |  |                     |                     |                     |
|  | 5                          | Milwaukee                  | 0                          |  | 4 |                     | Ligue nationale     | Ligue nationale     | Ligue nationale  | 4 |                      |                      |                      |  |  |                     |                     |                     |
|  | 5                          | Milwaukee                  | 0                          |  | 3 | Saint-Louis         | Ligue nationale     | Ligue nationale     | Ligue nationale  | 0 |                      |                      |                      |  |  |                     |                     |                     |
|  |                            |                            |                            |  |   | Saint-Louis         | 2                   | Atlanta             | 2                | 0 |                      |                      |                      |  |  |                     |                     |                     |
|  |                            |                            |                            |  |   |                     | 2                   | Atlanta             | 2                |   |                      |                      |                      |  |  |                     |                     |                     |
|  |                            |                            |                            |  |   | 3                   | Saint-Louis         | 3                   |                  |   |                      |                      |                      |  |  |                     |                     |                     |

## Changements de managers

### Managers généraux

#### Pré-saison
| Équipe                  | Manager général partant | Motif du départ | Manager général arrivant | Remarques |
| ----------------------- | ----------------------- | --------------- | ------------------------ | --- |
| Mets de New York        | Sandy Alderson          | Santé           | Brodie Van Wagenen       | Le 26 juin 2018, Alderson prit un congé permanent en raison de la réapparition d'un cancer. Il avait été embauché comme manager général en 2010 et a vu son équipe remporter la Ligue nationale en 2015. Le 28 octobre 2018, après que trois intérimaires aient terminé la saison, l'ancien agent Brodie Van Wagenen devient le 13e manager général de l'histoire de la franchise.                                   |
| Giants de San Francisco | Bobby Evans             | Renvoi          | Scott Harris             | Le 24 septembre 2018, les Giants ont licencié Bobby Evans après presque quatre saisons en tant que manager général. Les Giants ont pourtant participé aux séries éliminatoires en 2016 mais ont eu 166 victoires pour 224 défaites (.426) après avoir inscrit un record de 57 victoires pour 33 défaites (.633) avant la pause du match des Étoiles de cette année.                                                  |
| Orioles de Baltimore    | Dan Duquette            | Fin de contrat  | Mike Elias               | Le 3 octobre 2018, la franchise annonce que les contrats de Duquette et du manager Buck Showalter ne seraient pas renouvelés pour la saison 2019. En cause, les 47 victoires pour 115 défaites (.290) ce qui est la pire moyenne de l'histoire de la franchise. Duquette a été embauché comme manager général après la saison 2011. Le 16 novembre 2018, Mike Elias a été nommé nouveau manager général de l'équipe. |
| Dodgers de Los Angeles  | Farhan Zaidi            | Démission       | N/A                      | Le 7 novembre 2018, Zaidi quitte les Dodgers pour devenir le président des opérations baseball des Giants de San Francisco. Depuis sa prise de fonction en 2014, il a supervisé les Dodgers remportant la division Ouest de la Ligue nationale à cinq reprises et la Ligue nationale en 2017 et 2018. |

#### Durant la saison
| Date        | Équipe            | Manager général partant | Motif du départ | Manager général arrivant | Remarques |
| ----------- | ----------------- | ----------------------- | --------------- | ------------------------ | --- |
| 9 septembre | Red Sox de Boston | Dave Dombrowski         | Renvoi          | Brian O'Halloran         | Alors que Dombrowski était le président des opérations baseball et manager général de facto depuis que Mike Hazen a quitté l'équipe en octobre 2016, il a été licencié, moins d'un an après la victoire de Boston à la série mondiale 2018, à la suite d'une détérioration des résultats avec 76 victoires pour 67 défaites (.531),. |

### Managers

#### Pré-saison
| Équipe                | Manager partant | Manager par intérim | Motif du départ | Manager arrivant | Remarques |
| --------------------- | --------------- | ------------------- | --------------- | ---------------- | --- |
| Reds de Cincinnati    | Bryan Price     | Jim Riggleman       | Renvoi          | David Bell       | Price a été licencié en avril et a été remplacé par Riggleman pour la fin de la saison 2018. Bell a été embauché pour la saison 2019. |
| Rangers du Texas      | Jeff Banister   | Don Wakamatsu       | Renvoi          | Chris Woodward   | Banister a été licencié en septembre et a été remplacé par Wakamatsu pour la fin de la saison. Woodward a été embauché pour la saison 2019. |
| Blue Jays de Toronto  | John Gibbons    | Aucun               | Fin de contrat  | Charlie Montoyo  | Le 26 septembre 2018, l'équipe a annoncé que le contrat de John Gibbons ne serait pas renouvelé pour la saison 2019. Pour son deuxième passage dans la franchise, Gibbons termine avec 498 victoires pour 494 défaites (.502) et deux qualifications en séries éliminatoires. Le 25 octobre 2018, les Blue Jays ont annoncé que Charlie Montoyo serait le nouveau manager pour la saison 2019, avec un contrat sur trois ans avec une option de club pour 2022. |
| Angels de Los Angeles | Mike Scioscia   | Aucun               | Démission       | Brad Ausmus      | Le 30 septembre 2018, est annoncé le départ de Mike Scioscia de ses fonctions de manager des Angels après 19 ans avec 1650 victoires et 1428 défaites (.536). Il a mené les Angels à six titres de division et a remporté la Série mondiale 2002. Il a également remporté le titre de manager de l'année de la Ligue américaine à deux reprises au cours de sa fonction. Le 21 octobre 2018, il est annoncé que Brad Ausmus serait le nouveau manager des Angels. |
| Twins du Minnesota    | Paul Molitor    | Aucun               | Réaffectation   | Rocco Baldelli   | Le 2 octobre 2018, il a été annoncé que Paul Molitor se verrait offrir un nouveau rôle dans l'organisation des Twins et qu'il quitterait donc son rôle de manager détenu depuis quatre ans. Molitor a terminé avec 305 victoires pour 343 défaites (.471) et une qualification aux séries éliminatoires de 2017 Il a été nommé manager de l'année de la Ligue américaine en fin de saison. Le 25 octobre 2018, il est annoncé que Rocco Baldelli serait le nouveau manager des Twins. |
| Orioles de Baltimore  | Buck Showalter  | Aucun               | Fin de contrat  | Brandon Hyde     | Le 3 octobre 2018, la franchise annonce que le manager Buck Showalter, ainsi que le manager général Dan Duquette, ne verraient pas leur contrat renouvelé pour l'année 2019. Showalter obtient 669 victoires contre 684 défaites (.494) pendant ses neuf saisons à Baltimore et a mené les Orioles aux séries éliminatoires à trois reprises, y compris en 2014 quand les Royals de Kansas City ont éliminé les Orioles lors de la série de championnat. Mais c'est lors de la dernière saison de Showalter que les Orioles ont terminé avec le pire ratio victoire-défaite de leur histoire avec 47 victoires et 115 défaites (.290). Le 14 décembre 2018, les Orioles ont officiellement annoncé que Brandon Hyde serait le nouveau manager des Orioles. |

#### Durant la saison
| Équipe                | Manager partant | Manager par intérim | Motif du départ | Manager arrivant | Remarques |
| --------------------- | --------------- | ------------------- | --------------- | ---------------- | --- |
| Padres de San Diego   | Andy Green      | Rod Barajas         | Renvoi          | Jayce Tingler    | Le 21 septembre, Green a été licencié après quatre saisons et 274 victoires pour 366 défaites (.428). L'instructeur de banc, Rod Barajas, a été nommé manager par intérim des Padres pour la fin de la saison. L'équipe recherchera un nouveau manager après la saison. |
| Pirates de Pittsburgh | Clint Hurdle    | Aucun               | Renvoi          | Derek Shelton    | Le 28 septembre, Clint Hurdle a été licencié après près de neuf saisons avec les Pirates, avec 735 victoires et 720 défaites (.505). Il a été licencié avant le dernier match de la saison et n'a donc pas assuré sa fonction au dernier match.                         |

## Leaders des Ligues

### Américaine
| Stat | Joueur               | Total |
| ---- | -------------------- | ----- |
| Moy. | Tim Anderson (CWS)   | .335  |
| HR   | Jorge Soler (KC)     | 48    |
| RBI  | José Abreu (CWS)     | 123   |
| R    | Mookie Betts (BOS)   | 135   |
| H    | Whit Merrifield (KC) | 206   |
| SB   | Mallex Smith (SEA)   | 46    |

| Stat | Joueur                 | Total |
| ---- | ---------------------- | ----- |
| W    | Justin Verlander (HOU) | 21    |
| L    | Spencer Turnbull (DET) | 17    |
| ERA  | Gerrit Cole (HOU)      | 2.50  |
| K    | Gerrit Cole (HOU)      | 326   |
| IP   | Justin Verlander (HOU) | 223.0 |
| SV   | Roberto Osuna (HOU)    | 38    |

### Nationale
| Stat | Joueur                 | Total |
| ---- | ---------------------- | ----- |
| Moy. | Christian Yelich (MIL) | .329  |
| HR   | Pete Alonso (NYM)      | 53    |
| RBI  | Anthony Rendon (WAS)   | 126   |
| R    | Ronald Acuña Jr. (ATL) | 127   |
| H    | Ozzie Albies (ATL)     | 189   |
| SB   | Ronald Acuña Jr. (ATL) | 37    |

| Stat | Joueur                                                        | Total |
| ---- | ------------------------------------------------------------- | ----- |
| W    | Stephen Strasburg (WAS)                                       | 18    |
| L    | Sandy Alcantara (MIA) Merrill Kelly (ARI) Miles Mikolas (STL) | 14    |
| ERA  | Hyun-Jin Ryu (LAD)                                            | 2.32  |
| K    | Jacob deGrom (NYM)                                            | 255   |
| IP   | Stephen Strasburg (WAS)                                       | 209.0 |
| SV   | Kirby Yates (SD)                                              | 41    |

## Évènements

### Frappeurs
- Paul Goldschmidt (STL) : 
  - Il est devenu le premier joueur de l'histoire de la Ligue majeure à réussir trois coups de circuit lors de son premier ou deuxième match dans une nouvelle équipe. Il réussit ceci le 29 mars contre les Brewers de Milwaukee[27].
- Christian Yelich (MIL) : 
  - Avec un coup de circuit lors de la première manche contre les Cardinals de Saint-Louis le 31 mars, Yelich est devenu le sixième joueur de l'histoire de la Ligue majeure à marquer un coup de circuit à chacun des quatre premiers matchs de son équipe lors d'une saison[28].
  - Avec son 14e coup de circuit de la saison le 27 avril contre les Mets de New York, Yelich a égalé le record de Ligue majeure du plus grand nombre de coups de circuit entre le début de la saison et le 1er mai. Ce record est aussi détenu par Albert Pujols (2006) et Alex Rodriguez (2007)[29].
- Zack Greinke (HOU)/(ARI) : 
  - À 35 ans, il est devenu le lanceur le plus âgé depuis 1957 à avoir frappé plusieurs coups de circuit dans un même match, le 2 avril contre les Padres de San Diego[30].
  - Le 25 avril, lors d'un match contre les Pirates de Pittsburgh, il est devenu le premier lanceur, depuis 1930, à avoir fait au moins cinq coups sûrs de plus d'une base entre le premier et le 26e match de son équipe. Il est également devenu le premier lanceur depuis 1906 à réussir un cycle tout au long du mois d'avril[31].
- Chris Davis (BAL) : 
  - Avec son élimination sur une flèche lors de la cinquième manche contre les Athletics d'Oakland le 8 avril, Davis a établi le record de la Ligue majeure avec sa 47e présence au bâton sans coup sûr. Il a battu le record établi par Eugenio Vélez à la fin de la saison 2010 et au début de la saison 2011[32]. Davis a finalement réussi à mettre fin à la séquence après 54 présences au bâton consécutives sans coup sûr avec un simple lors de la première manche face aux Red Sox de Boston le 13 avril[33].
- Cody Bellinger (LAD) : 
  - Le 26 avril face aux Pirates de Pittsburgh, il établit le record de la Ligue majeure du total des bases en mars/avril avec 88 bases[34]. Il a terminé la période mars/avril avec 97 bases au total[35].
  - Avec son 14e coup de circuit de la saison le 28 avril contre les Pirates de Pittsburgh, Bellinger a égalé le record de Ligue majeure du plus grand nombre de coups de circuit en une seule saison avant le 1er mai. Il a égalé le record établi par Albert Pujols (2006), Alex Rodriguez (2007) et plus tôt cette année par Christian Yelich[36].
  - En obtenant son 37e point produit le 29 avril contre les Giants de San Francisco, Bellinger établit le record de la Ligue majeure avec le plus de points produits avant le 1er mai. Il a battu le record auparavant détenu depuis 1998 par Mark McGwire et Juan Gonzalez[37].
  - Il est devenu le 4 juillet face aux Padres de San Diego, le deuxième joueur de moins de 25 ans de l'histoire de la Ligue nationale à atteindre les 30 coups de circuit avant la pause du match des étoiles. Willie Mays avait également réussi cet exploit en 1954[38].
- Juan Soto, Víctor Robles et Carter Kieboom (WAS) : 
  - Ils sont devenus le premier trio de coéquipiers âgés de 21 ans ou moins de l'histoire de la Ligue majeure à frapper un coup de circuit dans le même match, contre les Padres de San Diego le 27 avril[39].
- Pablo Sandoval (SF) : 
  - Le 6 mai face aux Reds de Cincinnati, il est devenu le deuxième joueur depuis 1900 à frapper un coup de circuit, à voler une base et à faire une sortie sans score sur le même match. Il rejoint ainsi Christy Mathewson, qui a accompli l'exploit le 23 mai 1905 aussi avec l'équipe des Giants[40].
- Robinson Canó (NYM) : 
  - Avec un double en première manche, il a enregistré son 2500e coup sûr en carrière contre les Padres de San Diego le 7 mai. Il est ainsi devenu le 101e joueur et le sixième né en République dominicaine à atteindre ce score[41].
  - Il a enregistré son550e double en carrière, à la huitième manche face aux Cubs de Chicago le 21 juin. Il est devenu le 31e joueur à atteindre ce score[42].
- Joey Gallo (TEX) : 
  - Avec son 100e coup de circuit en carrière le 8 mai contre les Pirates de Pittsburgh, Gallo est devenu le premier joueur de l'histoire de la Ligue majeure à accumuler 100 coups de circuit avant d'atteindre ce même score avec des simples (93 à ce même match)[43].
- Albert Pujols (LAA) : 
  - Il a enregistré son 2000e point produit en carrière avec un coup de circuit en troisième manche face aux Tigers de Détroit le 9 mai. Il devient le troisième joueur à atteindre ce nombre, rejoignant Hank Aaron et Alex Rodriguez[44].
  - Il a enregistré son 650e double en carrière en troisième manche le 7 juillet contre les Astros de Houston. Il est devenu le huitième joueur à atteindre ce score[45].
  - Il a enregistré son 650e coup de circuit en carrière le 28 juillet contre les Orioles de Baltimore. Il est ainsi devenu le sixième joueur à atteindre ce score. Avec ce coup de circuit, Pujols est également devenu le premier joueur de l'histoire de la Ligue majeure à atteindre au moins 650 coups de circuit et 650 doubles en carrière[46].
  - Avec un simple en quatrième manche le 14 août contre les Pirates de Pittsburgh, Pujols devient le joueur né en dehors des États-Unis ayant marqué le plus de coups sûrs de l'histoire de la Ligue majeure, il dépasse le joueur dominicain Adrián Beltré qui en avait mis 3167[47].
- Trevor Story (COL) : 
  - Le 24 mai contre les Orioles de Baltimore, il est devenu l'arrêt-court ayant atteint les 100 coups de circuit le plus rapidement de l'histoire de la Ligue majeure, avec 448 matchs[48].
- Austin Riley (ATL) : 
  - Avec son huitième coup de circuit de la saison le 1er juin contre les Tigers de Détroit, Riley a rejoint Rhys Hoskins, Carlos Delgado et Trevor Story en tant que seuls joueurs de l'histoire de la Ligue majeure à avoir réussi un coup de circuit au moins huit fois les 16 premiers matchs de sa carrière. Riley a également égalé le score du plus grand nombre de points produits au cours de ses 16 premiers matchs, avec 22 (réalisés par Jim Greengrass et Mandy Brooks)[49].
- Edwin Encarnación (NYY)/(SEA) : 
  - Il enregistrait son 400e coup de circuit en carrière contre les Angels de Los Angeles le 9 juin. Il est devenu le 56e joueur à atteindre ce score[50].
- Shohei Ohtani (LAA) : 
  - Il devient le premier joueur d'origine japonaise de l'histoire de la Ligue majeure à frapper un cycle, le 13 juin contre les Rays de Tampa Bay[51].
- Yordan Álvarez (HOU) : 
  - Avec son coup de circuit le 15 juin contre les Blue Jays de Toronto, Alvarez devient le quatrième joueur de la Ligue majeure à réussir au moins quatre coups de circuit lors de ses cinq premières rencontres en carrière. Il rejoint Trevor Story (six en 2016), Yasiel Puig (quatre en 2013) et Mike Jacobs (quatre en 2005)[52].
  - En marquant deux points contre les Athletics d'Oakland le 22 juillet, Álvarez devient le premier joueur de l'histoire de la Ligue majeure à avoir reçu 35 points produits lors de ses 30 premiers matchs en carrière depuis 1920, date à laquelle les points produits sont devenus une statistique officielle[53].
- Charlie Blackmon (COL) : 
  - Il établit le record de la Ligue majeure du nombre de coups sûrs dans une série de quatre matchs en obtenant 15 coups sûrs contre les Padres de San Diego du 13 au 16 juin. Le record était détenu par Buck Jordan des Braves de Boston en 1934 et Bill White des Cardinals de Saint-Louis en 1961[54].
- Pete Alonso (NYM) : 
  - Avec son 26e coup de circuit le 22 juin contre les Cubs de Chicago, Alonso bat le record du plus grand nombre de coups circuit par une recrue de la Ligue nationale avant la pause du match des étoiles. Cody Bellinger détenait ce record depuis 2017[55]. Il frappe son 30e coup de circuit le 7 juillet contre les Phillies de Philadelphie devenant ainsi la troisième recrue à avoir 30 coups de circuit avant la pause du match des étoiles. Il rejoint ainsi Mark McGwire (1987) et Aaron Judge (2017)[56].
  - Le 18 août, Alonso frappe son 40e coup de circuit et obtient donc le record des recrues de la Ligue nationale détenu depuis 2017 par Cody Bellinger[57].
  - Il est devenu la deuxième recrue de l'histoire de la Ligue majeure à atteindre les 50 coups de circuit en frappant son 50e coup de circuit le 20 septembre contre les Reds de Cincinnati. Il rejoint Aaron Judge qui a accompli la même performance en 2017[58].
  - Il égale le record des recrues de la Ligue majeure du plus de coups de circuit en une saison avec son 52e contre les Braves d'Atlanta le 27 septembre. Aaron Judge détient aussi ce record depuis 2017[59].
  - Le lendemain, également contre les Braves d'Atlanta, l bat le record des recrues de la Ligue majeure du plus de coups de circuit en une saison avec son 53e coup de circuit[60].
- Bryce Harper (PHI) : 
  - Il est devenu le premier joueur de l'histoire de la Ligue majeure à avoir atteint deux étapes marquantes en un seul passage au bâton le 3 juillet contre les Braves d'Atlanta. Son passage au bâton en sixième manche comprenait ainsi son 1000e coup sûr en carrière et son 200e coup de circuit en carrière[61].
- Travis d'Arnaud (TB) : 
  - Il est devenu le premier joueur de l'histoire de la Ligue majeure à marquer trois coups de circuit dans un match en étant receveur et premier frappeur. Il a accompli cela contre les Yankees de New York le 15 juillet[62].
- Bo Bichette (TOR) : 
  - Le 6 août contre les Rays de Tampa Bay, il est devenu le premier joueur de l'histoire de la Ligue majeure à enregistrer 10 coups sûrs de plus d'une base lors de ses neuf premiers matchs en carrière[63].
- Aristides Aquino (CIN) : 
  - Il est devenu la première recrue de l'histoire de la Ligue majeure à frapper un coup de circuit dans trois manches consécutives, le 10 août contre les Cubs de Chicago[64].
  - Avec son 13e coup de circuit le 28 août contre les Marlins de Miami, il est devenu le premier joueur de l'ère moderne de la Ligue (à partir de 1901) à atteindre les 13 coups de circuit en 100 apparitions en carrière[65].
  - Avec son coup de circuit le 2 septembre contre les Phillies de Philadelphie, il devient le joueur à atteindre les 15 coups de circuit le plus rapidement. Aquino accompli cela en 122 présences au marbre, il bat le record de Rhys Hoskins qui l'avait fait en 135 présences au marbre la saison précédente[66].
- Rafael Devers (BOS) : 
  - Il parvient à faire 6 coups sûrs en 6 présences au marbre avec quatre doubles contre les Indians de Cleveland le 13 août, il devient le premier joueur de l'histoire de la Ligue majeure à enregistrer six coups sûrs ou plus et quatre doubles ou plus en un match[67].
- Ronald Acuña Jr. (ATL) : 
  - Avec sa 30e base volée le 23 août contre les Mets de New York, Acuña est devenu, l'année de ses 22 ans, le deuxième joueur le plus jeune à rejoindre le club 30-30. Le plus jeune est Mike Trout l'ayant rejoint en 2012, année de ses 20 ans[68].
  - Avec son 40e coup de circuit, le 19 septembre contre les Phillies de Philadelphie, Acuña est devenu le plus jeune joueur de l'histoire de la Ligue majeur à atteindre au moins 40 coups de circuit et à voler 30 buts en une saison[69].
- Eduardo Escobar (ARI) : 
  - Le 29 août contre les Dodgers de Los Angeles, il est devenu le premier frappeur ambidextre de l'histoire de la Ligue majeure à réaliser au moins 30 coups de circuit, 20 doubles et 10 triples au cours de la même saison[70].
- Mike Trout (LAA): 
  - Le 31 août, Trout est entrée dans l'histoire en devenant le plus jeune joueur (28 ans et 24 jours) à rejoindre le club des 200 coups de circuit et 200 vols de base en carrière. Il a réalisé cet exploit contre les Red Sox de Boston avec sa 11e base volée de la saison. Auparavant, le plus jeune était Barry Bonds qui avait 28 ans et 349 jours[71].
- Ketel Marte et Eduardo Escobar (ARI) : 
  - Le 4 septembre contre les Padres de San Diego, ils deviennent le premier duo de coéquipiers frappeurs ambidextres de la Ligue nationale à avoir frappé chacun plus de 30 coups de circuit[72].
- Eugenio Suarez (CIN) : 
  - Avec son 48e coup de circuit contre les Cubs de Chicago le 18 septembre, Suarez bat le record du nombre de coups de circuit pour un joueur né au Venezuela. Il a battu le record détenu alors par Andres Galarraga depuis 1996[73].
- Nelson Cruz (MIN) : 
  - Il a enregistré son 400e coup de circuit en carrière lors de la quatrième manche contre les Royals de Kansas City le 22 septembre. Il est devenu le 57e joueur, et le dixième né en République dominicaine, à atteindre ce nombre[74].

### Lanceurs

#### Matchs sans point ni coup sûr
- Mike Fiers (OAK) : 
  - Il a réalisé son deuxième match sans point ni coup sûr de sa carrière et le 13e de l'histoire de la franchise en battant les Reds de Cincinnati 2-0 le 7 mai. Fiers a fait six retraits sur prises et deux buts sur balles, il obtient 83 prises pour 131 lancers. Fiers devient le 35e lanceur avec plusieurs matchs sans point ni coup sûr dans sa carrière, y compris avec les séries éliminatoires. C'était aussi le 300e match sans point ni coup sûr de l'histoire de la Ligue majeure[75].
- Taylor Cole et Félix Peña (LAA) : 
  - En battant les Mariners de Seattle 13-0 le 12 juillet, le duo de lanceurs réalise le onzième match sans point ni coup sûr de leur franchise. C'était le premier match à domicile depuis la mort de Tyler Skaggs le 1er juillet, tous les joueurs portaient donc le maillot 45 en hommage à Skaggs. Cole et Pena n'ont laissé qu'un seul but sur balle pendant le match, il s'agit du 13e match sans point ni coup sûr combiné de l'histoire de la Ligue majeure. Cole a commencé le match et a effectué deux manches et a effectué 13 prises pour 22 lancers. Pena a effectué les sept dernières manches, avec un but sur balles et 6 retraits sur des prises. Il a lancé 81 lancers et 52 étaient des prises[76].
- Aaron Sanchez, Will Harris, Joe Biagini et Chris Devenski (HOU) : 
  - En battant les Mariners de Seattle 9-0 le 3 août, les lanceurs ont à la fois fait le 12e match sans point ni coup sûr de la franchise mais aussi le 14e match sans point ni coup sûr réalisé à plusieurs lanceurs. Sanchez a réalisé 6 retraits sur prises et a concédé 2 buts sur balles en faisant 55 prises pour 92 lancers. Harris concède un but sur balles en 12 lancers avec 5 prises. Biagini parvient à faire un retrait sur des prises mais laisse un but sur balles avec 12 prises pour 22 lancers. Devenski finit le matchen avec un retrait sur des prises et 8 prises pour un total de 12 lancers[77].
- Justin Verlander (HOU) : 
  - Il a lancé son troisième match sans point ni prise et le 13e de sa franchise en gagnant 2-0 face aux Blue Jays de Toronto le 1er septembre. Verlander a réalisé 14 retraits sur des prises pour seulement un but sur balles avec 120 lancers dont 79 prises. Verlander est également devenu la première joueur de l'histoire de la Ligue majeure à lancer plusieurs matchs sans point ni coup sûr dans le même stade. Il est également devenu le sixième joueur de l'histoire de la Ligue majeure à lancer au moins trois coups sûrs, rejoignant Nolan Ryan, Sandy Koufax, Bob Feller, Larry Corcoran et Cy Young[78].

#### Autres accomplissements de lanceurs
- Durant le match d'ouverture entre les Mets et les Nationals, Jacob deGrom (NYM) a réussi 10 retraits sur des prises et Max Scherzer (WAS) en a réussi12. C'est la deuxième fois de l'histoire que lors de la journée d'ouverture les deux lanceurs partants enregistrent au moins dix retraits sur des prises. C'est arrivé pour la première fois le 7 avril 1970, Dave McNally des Orioles de Baltimore avait fait 13 retraits sur des prises et avait gagné en faisant un match complet, Sam McDowell, lanceurs des Tigers de Détroit a réalisé 11 retraits sur des prises en 6 manches 1 tiers[79].
- Merrill Kelly et Jon Duplantier (ARI) : 
  - Ils sont devenus les premiers coéquipiers faisant leurs débuts dans le même match de la Ligue majeure à avoir eu pour l'un une victoire et pour l'autre un sauvetage, le 1er avril contre les Padres de San Diego[80].
- Jacob deGrom (NYM) : 
  - En lançant sa septième manche sans point encaissé le 3 avril contre les Marlins de Miami, il devient au côté de Bob Gibson, le lanceur avec le plus de départs de qualité consécutifs de l'histoire de la Ligue majeure avec 26 matchs[81]. Sa série prend fin dès son premier match en tant que lanceur partant, contre les Twins du Minnesota le 9 avril[82].
- Trevor Bauer (CIN)/(CLE) : 
  - Le 4 avril contre les Blue Jays de Toronto, il devient le premier lanceur partant de l'histoire de la Ligue majeure à ne concéder qu'un coup sûr en faisant plus de cinq manches consécutives lors de son premier match de la saison[83].
- Shane Greene (ATL)/(DET) : 
  - Il devient le lanceur de l'histoire de la Ligue majeure a atteindre le plus rapidement les sept sauvetages, il réalise cela en terminant le dixième match de son équipe, le 7 avril contre les Royals de Kansas City[84].
- Taylor Clarke (ARI) : 
  - Il devient le premier lanceur depuis 1969 à réaliser un sauvetage et à obtenir un coup sûr lors de son premier match en Ligue majeure, le 20 avril, contre les Cubs de Chicago[85].
- Adam Wainwright (STL) : 
  - Il enregistre sa 150e victoire en carrière avec une victoire contre les Brewers de Milwaukee le 24 avril. Il est devenu le 261e joueur à atteindre ce nombre[86].
- Max Scherzer (WAS) : 
  - Il obtient son 2500e retrait sur des prises en carrière en éliminant Manuel Margot des Padres de San Diego le 26 avril. Il est ainsi le 35e joueur à atteindre ce nombre[87].
  - Pendant le mois de juin, il obtient une moyenne de points mérités de 1,00 et a retiré 68 frappeurs en 45 manches. Il est devenu le quatrième lanceur depuis 1920 avec une M.P.M. de 1,00 ou moins et au moins 68 retraits au bâton en un mois. Les autres étaient Randy Johnson, Roger Clemens et Pedro Martinez[88].
- CC Sabathia (NYY) : 
  - Il enregistre son 3000ème retrait en carrière en éliminant John Ryan Murphy des Arizona Diamondbacks le 30 avril. Il est devenu le 17e joueur et le troisième gaucher (rejoignant Randy Johnson et Steve Carlton), à atteindre ce nombre[89].
  - Il enregistre sa 250e victoire en carrière avec une victoire contre les Rays de Tampa Bay le 19 juin. Il est devenu le 48e joueur à atteindre ce nombre[90].
- Stephen Strasburg (WAS) : 
  - Avec 1500e retrait sur des prises le 2 mai contre les Cardinals de Saint-Louis, Strasbourg est devenu le lanceur à atteindre ce nombre le plus rapidement dans la Ligue majeure, il le fait en 1272 manches. Chris Sale détenait auparavant le record de vitesse avec 1290 manches[91].
- Pat Venditte (SF) et Sam Dyson (MIN)/(SF) : 
  - Ils égalent le record de la Ligue majeure de quatre frappeurs atteints en une manche, ils ont tous les deux lancé lors de la sixième manche de leur match contre les Reds de Cincinnati le 6 mai. Le record a été établi par les Pirates de Pittsburgh le 19 août 1893[92].
- Félix Hernández (SEA) : 
  - Il enregistre son 2500e retrait sur des prises en carrière en éliminant Michael Chavis des Red Sox de Boston le 11 mai. Il est devenu le 36e joueur à atteindre ce jalon[93].
- Chris Sale (BOS) : 
  - En éliminant, avec des retraits sur trois prises, 17 joueurs des Rockies du Colorado en sept manches le 14 mai, Sale établit le record de la Ligue majeure du nombre de retraits sur des prises en sept manches ou moins[94].
  - Il devient le deuxième lanceur de l'histoire de la Ligue majeure à enregistrer deux manches immaculées au cours de la même saison, il réussit cela lors de la huitième manche le 5 juin contre les Royals de Kansas City. Sale avait également fait une manche immaculée le 8 mai contre les Orioles de Baltimore. Il rejoint Lefty Grove ayant réalisé cette performance pendant la saison 1928[95].
  - Avec son 200e retrait au bâton de la saison le 8 août contre les Angels de Los Angeles, Sale devient le cinquième lanceur de l'histoire de la Ligue majeure à enregistrer plus de 200 retraits au bâton pendant sept saisons consécutives. Il rejoint Walter Johnson, Tom Seaver, Roger Clemens et Max Scherzer[96].
  - Il inscrit son 2 000e retrait sur des prises en carrière en retiran Oscar Mercado en troisième manche le 13 août contre les Indians de Cleveland. Il est devenu le 83e lanceur à atteindre ce nombre. Sale est également devenu le lanceur à atteindre les 2 000 retraits sur des prises le plus rapidement. Il a accompli cet exploit en 1626 manches, battant le record de 1711 manches détenu par Pedro Martinez[97].
- Ryan Pressly (HOU) : 
  - Avec sa sortie sans point le 16 mai contre les Tigers de Détroit, Pressly a fait 38 apparitions consécutives sans point, il égale ainsi le record de la Ligue majeure établi par Craig Kimbrel en 2011[98]. Atteignez le nouveau record le lendemain soir contre les Red Sox de Boston[99]. La séquence de Pressly a pris fin à 40 matchs le 24 mai contre les Red Sox de Boston[100].
- Zack Greinke (HOU)/(ARI) : 
  - Il enregistre son 2500e retrait au bâton en carrière en éliminant Franmil Reyes des Padres de San Diego le 21 mai. Il est ainsi devenu le 37e joueur à atteindre ce score[101].
  - Il enregistre sa 200e victoire en carrière avec une victoire contre les Athletics d'Oakland le 18 août. Il est devenu le 115e joueur à atteindre ce nombre[102].
- Justin Verlander (HOU) : 
  - Il est devenu le premier lanceur depuis 1908 à effectuer 15 retraits sur des prises et permettre au moins trois coups de circuit lors d'un même match le 12 juin contre les Brewers de Milwaukee[103].
  - Il atteint les 3 000 retraits sur des prises en carrière en éliminant Kole Calhoun des Angels de Los Angeles pour son sixième retrait sur des prises du match en fin de quatrième manche le 28 septembre, lors de son dernier match de la saison régulière. Il est devenu le 18e joueur de l'histoire à atteindre ce nombre. Verlander finira le match avec 12 retraits au bâton, avec son dernier, toujours contre Calhoun en sixième manche, il devient le 19e lanceur de l'histoire de la Ligue majeure à enregistrer au moins 300 retraits au bâton en une seule saison. Verlander est également devenu le deuxième lanceur de l'histoire de la Ligue majeure à atteindre 3 000 retraits au bâton en carrière et 300 retraits au bâton en une saison dans le même match, rejoignant Randy Johnson qui a accompli la même performance le 10 septembre 2000[104].
- Cole Hamels (CHC) : 
  - Il enregistre son 2500e retrait sur des prises en carrière en éliminant Iván Nova des White Sox de Chicago le 18 juin. Il est devenu le 38e joueur à atteindre ce nombre[105].
- Greg Holland (ARI) : 
  - Il enregistre son 200e sauvetage en carrière en clôturant une victoire contre les Dodgers de Los Angeles le 24 juin. Il est devenu le 51e joueur à atteindre cette marque[106].
- David Price (BOS) : 
  - Il enregistre sa 150e victoire en carrière avec une victoire contre les Tigers de Detroit le 7 juillet. Il est devenu le 262e joueur à atteindre cette marque[107].
- Gerrit Cole (HOU) : 
  - Avec son 200e retrait sur des prises de la saison le 22 juillet contre les Athletics d'Oakland, Cole devient le deuxième plus rapide à atteindre ce nombre dans l'histoire de la Ligue majeure. Cole a atteint ce nombre après 133 manches et 1 tiers. Randy Johnson détient le record avec seulement 130 manches et 2 tiers au cours de la saison 2001[108].
  - Il est devenu le deuxième lanceur de l'histoire de la Ligue majeure à effectuer 14 retraits sur des prises ou plus en trois matchs consécutifs le 8 septembre contre les Mariners de Seattle. Cela a été accompli pour la première fois en 1999 par Pedro Martinez[109].
  - Il est devenu le 18e lanceur de l'histoire de la Ligue majeure à marquer 300 retraits au bâton en une saison quand il a éliminé Shin-Soo Choo des Texas Rangers en sixième manche, le 18 septembre[110].
- Stevie Wilkerson (BAL) : 
  - Il est devenu le premier joueur de position de l'histoire de la Ligue majeure à être crédité d'un sauvetage (depuis qu'il est devenu officiel en 1969) en clôturant la victoire contre les Angels de Los Angeles le 25 juillet. Wilkerson a lancé une 16e manche parfaite pour conclure le match[111].
- Yu Darvish (CHC) : 
  - Il est devenu le premier lanceur depuis au moins 1893 à avoir fait cinq départs consécutifs avec au moins huit retraits sur des prises et aucun but sur balles[112]. La séquence a pris fin le 27 août, lors de la victoire 5-2 des Cubs contre les Mets de New York, lorsque Darvish a réussi sept retraits au bâton et un but sur balle[113].
- Brian Moran (MIA) : 
  - En éliminant Colin Moran, troisième joueur des Pirates de Pittsburgh, le 5 septembre, il devient le premier lanceur de l'histoire de la Ligue majeure à éliminer avec un retrait sur des prises son frère tout en débutant en Ligue majeure[114].
- Roberto Osuna (HOU) : 
  - En clôturant une victoire le 17 septembre contre les Rangers du Texas, il est devenu le plus jeune joueur de l'histoire de la Ligue majeure à atteindre les 150 sauvetages en carrière. Osuna a 24 ans, et bat le record établi par Craig Kimbrel, qui avait 25 ans quand il réalisa le même score[115].
- Kenley Jansen (LAD) : 
  - Il enregistre son 300e sauvetage en carrière en clôturant une victoire contre les Padres de San Diego le 25 septembre. Il est devenu le 30e joueur à atteindre ce nombre[116].
- Gerrit Cole et Justin Verlander (HOU) : 
  - Ils deviennent seulement le deuxième duo de coéquipiers à avoir chacun au moins 300 retraits au bâton au cours de la même saison, ils rejoignent Curt Schilling et Randy Johnson qui ont accompli cet exploit avec les Diamondbacks d'Arizona au cours de la saison 2002[104].

### Divers
- Ligue majeure de baseball : 
  - En mai, il y a eu 1 135 coups de circuit, ce qui bat le record du nombre de coups de circuit en un mois. Le record précédent datait d'août 2017, il y avait eu 1 119 coups de circuit[117]. Le record a de nouveau été battu en juin avec 1 142 coups de circuit[118]. En août, il est encore une fois battu, avec 1 228 coups de circuit[119].
  - Le record de la Ligue majeure du plus grand nombre de coups de circuit lors d'une saison a été battu le 11 septembre, lorsque Jonathan Villar des Orioles de Baltimore a frappé un coup de circuit de trois points dans la deuxième partie de la septième manche contre les Dodgers de Los Angeles. Il s'agissait du 6 105e de la saison, battant le record précédent de 6 105 coups de circuit établi en 2017[120]. La saison 2019 se termina avec 6 776 coups de circuit[121].
  - Pour la 12e saison consécutive, la Ligue majeure a réalisé un nouveau record du nombre de retraits sur des prises en une saison[122].
  - Pour la première fois dans l'histoire de la Ligue majeure, au moins quatre équipes (les Astros de Houston, les Dodgers de Los Angeles, les Yankees de New York et les Twins du Minnesota) ont enregistré 100 victoires ou plus au cours d'une saison[123].
  - La série mondiale a été la première série de l'ensemble des séries éliminatoires en sept matchs des ligues majeures américaines, à voir les sept matchs remportés par l'équipe visiteuse[124].
- Dodgers de Los Angeles : 
  - Le 28 mars, les Dodgers battirent le record de Ligue majeure du nombre de coups de circuit (huit) pendant le jour d'ouverture, avec leur victoire de 12 à 5 contre les Diamondbacks de l'Arizona[125]. Les Dodgers ont égalé le record de la Ligue majeure du nombre de coups de circuit d'une équipe dans ses six premiers matchs avec un total de 17[126].
  - Le 17 avril, contre les Reds de Cincinnati, les Dodgers ont égalé un record de la Ligue majeure en réussissant un coup de circuit pendant 32 matchs à domicile consécutifs. AJ Pollock a battu le record en égalisant avec un coup de circuit en sixième manche. La série a commencé et ne s'est déroulé qu'en saison régulière, le 21 août 2018. Cela a égalé le record qui était auparavant détenu par les Rockis du Colorado[127]. Les Dodgers ont ensuite dépassé le record, le 26 avril contre les Pirates de Pittsburgh sur le coup de circuit de Cody Bellinger en première manche[34]. La série a pris fin après 33 matchs consécutifs, contre les Pirates de Pittsburgh[128].
  - Le 22 juin contre les Rockies du Colorado, elle est devenue la première équipe de l'histoire de la Ligue majeure à remporter deux matchs consécutifs sur un coup de circuit terminant le match réalisé par un rookie[129]. Le jour suivant, ils réalisent encore la même performance pour arriver à 3 matchs consécutifs[130].
  - Elle est devenue la première équipe depuis 1920 à terminer un match sur cinq buts sur balles consécutifs le 2 juillet lors d'une victoire 5 à 4 contre les Diamondbacks de l'Arizona[131].
  - Elle établit le record de la Ligue majeure du nombre de coups de circuit en cinq matchs avec 22 coups de circuit du 11 au 16 août (sans match le 12 août)[132].
  - Elle établit le record de la Ligue nationale du nombre de coups de circuit en une seule saison avec 279 coups de circuit[133]. C'est 30 de plus que les Astros de Houston en 2000[134].
- Elvis Luciano (TOR) : 
  - Il est le premier joueur de l'histoire de la Ligue majeure à être né dans les années 2000. Il fait ses débuts le 31 mars contre les Tigers de Détroit[135]. Il remporte son premier match le 28 avril contre les Athletics d'Oakland[136].
- Mariners de Seattle : 
  - Ils battent le record de la Ligue majeure du nombre de matchs consécutifs de début de saison dans lesquels ils marquent un coup de circuit, en en réalisant 15, ils passent devant la sélection 2002 des Indians de Cleveland. Dee Gordon a frappé le coup de circuit permettant ce score le 11 avril, en sixième manche contre les Royals de Kansas City[137]. Les Mariners ont pu atteindre les 20 matchs de suite, mais n'ont pas réussi à frapper de coup de circuit lors d'une défaite contre les Indians de Cleveland le 17 avril[138].
- Edwin Jackson (TOR) : 
  - En lançant son premier lancer contre Joe Panik des Giants de San Francisco le 15 mai, il bat le record de la Ligue majeure en ayant joué avec 14 équipes différentes de Ligue majeure. Il a battu le record qu'il partageait avec Octavio Dotel[139].
- Padres de San Diego : 
  - Les Padres ont battu le record de la plus longue période sans match sans point ni coup sûr avec 8 020 matchs le 16 mai contre les Pirates de Pittsburgh. Cette période a commencé dès le match inaugural de l'équipe le 8 avril 1969. Ils ont battu le record établi par les Mets de New York, qui ont réussi à faire un match sans point ni coup sûr en 2012 grâce à Johan Santana[140].
- Astros de Houston : 
  - Avec leur victoire contre les Red Sox de Boston le 18 mai, les Astros sont devenues la troisième équipe de l'histoire de la Ligue majeure à avoir eu deux fois au moins dix victoires consécutives avant le 1er juin, ils rejoignent les Cardinals de Saint-Louis de 1941 et les Dodgers de Brooklyn de 1955[141].
  - Elle devient la première équipe de l'histoire du match des étoiles, à avoir trois joueurs à ce match qui réalise les trois premiers coups sûrs de leur équipe. Cela a été accompli par George Springer, Alex Bregman et Michael Brantley[142].
  - Elle est devenue la première équipe de l'histoire de la Ligue majeure à réussir six coups de circuit au cours des deux premières manches d'un match, elle réalise cela le 9 septembre contre les Athletics d'Oakland[143].
  - Elle est devenue la première équipe de l'histoire de la Ligue majeure à avoir à la fois lancé le plus de retraits au bâton (1 671) et reçu le moins de retraits au bâton en tant que frappeur (1 166)[144].
- Blue Jays de Toronto : 
  - Le 24 mai, Cavan Biggio (fils de Craig Biggio) et son coéquipier rookie Vladimir Guerrero Jr. sont devenus les premiers coéquipiers de l'histoire de la Ligue majeure dont les pères étaient tous deux membres du Temple de la renommée[145].
- Twins du Minnesota : 
  - Après son match contre les Mariners de Seattle le 18 mai, elle devient la première équipe de l'histoire de la Ligue majeure à avoir cinq matchs avec au moins cinq coups de circuit avant le début de juin[146].
  - Avec leur deuxième journée avec huit coups de circuit de la saison le 23 mai contre les Angels de Los Angeles, les Twins avaient réussi 98 coups de circuit lors de leurs 49 premiers matchs, égalant le record de coups de circuit lors de ses 49 premiers matchs. Ils ont égalé le record établi par les Mariners de Seattle en 1999 et les Cardinals de Saint-Louis en 2000[147].
  - Le 5 juillet, elle établit le record de la Ligue majeure du nombre de coups de circuit avant la pause du match des étoiles avec 165 coups de circuit battant le record de 161 établi la saison dernière par les Yankees de New York[148]. Les Twins ont terminé avec 166 coups de circuit à la pause du match des étoiles.
  - Le 25 juillet contre les White Sox de Chicago, elle devient la première équipe de l'histoire de la Ligue majeure à réaliser neuf matchs avec au moins cinq coups de circuit en une seule saison. La nuit suivante, les Twins sont devenus l'équipe à atteindre les 200 coups de circuit le plus rapidement, en 103 matchs soit 19 matchs de moins que les Rangers du Texas en 2005[149].
  - Ils établissent le record de la Ligue majeure du nombre de coups de circuit à l'extérieur en une saison en réalisant le 141e contre les White Sox de Chicago le 29 août. Ils ont battu le record établi en 2001 par les Giants de San Francisco[150].
  - Ils battent le record de la Ligue majeure du nombre de coups de circuit en une saison avec leur 268e coup de circuit contre les Tigers de Détroit le 31 août. Ils ont battu le record établi la saison dernière par les Yankees de New York[151]. Les Twins ont terminé la saison avec 307 coups de circuit[152].
  - Avec le 20e coup de circuit de Jorge Polanco le 31 août contre les Tigers de Detroit, les Twins établissent le record de la Ligue majeure du nombre de joueurs avec au moins 20 coups de circuit au cours de la saison. Polanco est devenu le huitième Twin à atteindre ce nombre, ils battent le record qui était alors détenu par sept équipes, avec le plus récemment les Dodgers de Los Angeles de 2018.
  - Elle est devenue la première équipe de l'histoire de la Ligue majeure à avoir cinq de ses joueurs (Nelson Cruz, Max Kepler, Eddie Rosario, Mitch Garver et Miguel Sano) ayant frappé au moins 30 coups de circuit en une saison[153].
  - Avec le coup de circuit de Jonathan Schoop le 26 septembre contre les Tigers de Détroit, les Twins sont devenus la première équipe de l'histoire de la Ligue majeure à atteindre 300 coups de circuit en une saison[154].
- Orioles de Baltimore : 
  - Ils concèdent leur 100e coup de circuit de la saison le 21 mai contre les Yankees de New York. Les lanceurs des Orioles l'ont fait en 48 matchs, soit neuf matchs de moins que le record auparavant détenu par la sélection de 2000 des Royals de Kansas City[155].
  - Elle devient la première équipe de l'histoire de la Ligue majeure à marquer au moins 13 points lors de deux matchs consécutifs avec blanchissage. Les deux matchs ont eu lieu contre les Indians de Cleveland les 28 et 29 juin[156].
  - Le 27 juillet contre les Angels de Los Angeles, les Orioles deviennent la première équipe de l'histoire de la Ligue majeure à réaliser au moins deux coups de circuit par match pendant 10 matchs consécutifs[157].
  - Le 5 août contre les Yankees de New York, elle devient la première équipe de l'histoire de la Ligue majeure à concéder plusieurs coups de circuit pendant 10 matchs consécutifs[158].
  - En concédant leur 259e coup de circuit contre les Rays de Tampa Bay, elle devient l'équipe ayant concédé le plus de coup de circuit en une saison. Austin Meadows a frappé un coup de circuit en troisième manche, faisant battre, aux Orioles, le record établi par les Reds de Cincinnati au cours de la saison 2016[159]. Les Orioles ont concédé 305 coups de circuit au total pendant cette saison[121].
- Yankees de New York : 
  - Le 22 mai, elle est devenue la première équipe de l'histoire de la Ligue majeure à frapper au moins trois coups de circuit pendant six matchs consécutifs dans le même stade (Oriole Park at Camden Yards)[160].
  - Elle établit le record de la Ligue majeure du nombre de matchs consécutifs (28) avec un coup de circuit, le 25 juin contre les Blue Jays de Toronto. Ils ont battu le record établi en 2002 par les Texas Rangers[161]. La série a pris fin après 31 matchs contre les Mets de New York le 2 juillet[162].
  - Dans leur série en saison régulière contre les Orioles de Baltimore, les Yankees ont atteint 61 coups de circuit, un nouveau record en Ligue majeure[163].
  - Elle bat le record de la Ligue majeure du nombre de coups de circuit en un mois avec leur 59e coup de circuit contre les Dodgers de Los Angeles le 26 août. Cela a battu le record détenu par les Orioles de Baltimore (mai 1987) et les Mariners de Seattle (mai 1999)[164]. Ils ont terminé avec 74 coups de circuit en août[165].
- Nationals de Washington : 
  - Le 9 juin contre les Padres de San Diego, elle est devenue la première franchise de l'histoire de la Ligue majeure à réaliser quatre coups de circuit consécutifs lors de plusieurs matchs. Elle avait également accompli cet exploit le 17 juillet 2017 contre les Brewers de Milwaukee. C'était la neuvième fois dans l'histoire de la Ligue majeure que quatre coups de circuit consécutifs étaient frappés[166].
- Diamondbacks de l'Arizona : 
  - Elle est devenue la deuxième équipe de l'histoire de la Ligue majeure à frapper trois coups de circuit consécutifs au commencement d'un match à l'extérieur, le 10 juin contre les Phillies de Philadelphie. La première équipe à accomplir cela est les Brewers de Milwaukee, le 9 septembre 2007[167].
    - Elle a été la première équipe pour accomplir trois autres actions pendant ce même match : 
      - Ils ont frappé huit coups de circuit en un match et en ont concédés huit dans un autre match (le 28 mars contre les Dodgers de Los Angeles) au cours de la même saison[168].
      - Ils ont réussi trois coups de circuit consécutifs alors que cela faisait déjà deux jours consécutifs qu'une équipe réussissait cela. Ce sont donc les Angels de Los Angeles le 8 juin, les Nationals de Washington le 9 juin et les Diamondbacks le 10 juin qui ont participé à ce record[169].
      - Ils ont réussi treize coups de circuit en un seul match[170].

  - Selon Elias Sports, elle est devenue la première équipe de l'ère moderne du baseball (depuis 1900) à remporter un match qui a duré neuf manches ou plus tout en n'ayant qu'un seul coureur. Cela a été accompli le 14 septembre contre les Reds de Cincinnati[171].
- Les Padres de San Diego et les Rockies du Colorado ont marqué 92 points au cours de leur série de quatre matchs du 13 au 16 juin et établissent ainsi le record de la Ligue majeure. Ils ont battu le record de 88 points établi en mai 1929 par les Phillies de Philadelphie et les Robins de Brooklyn[172].
- Reds de Cincinnati : 
  - Contre les Rockies du Colorado le 13 juillet, les Reds, selon Elias Sports, sont devenus la première équipe de la Ligue majeure de l'ère moderne (depuis 1900) à réaliser cinq triples et au moins trois coups de circuit en un match[173].
- Le match entre les Giants de San Francisco et les Diamondbacks de l'Arizona, le 16 août, était le premier dans l'histoire de la Ligue nationale pendant lequel chaque équipe a réussi au moins six coups de circuit[174].
- Michael Lorenzen (CIN) : 
  - Il devient le premier joueur, depuis Babe Ruth le 13 juin 1921, à remporter la victoire, à frapper un coup de circuit et à jouer sur le terrain dans le même match, le 4 septembre contre les Phillies de Philadelphie[175].
- Bruce Bochy (SF) : 
  - Lors de la victoire des Giants 11 à 3 le 18 septembre contre les Red Sox de Boston, il devient le 11e entraîneur de l'histoire de la Ligue majeure à enregistrer 2 000 victoires en carrière[176].

## Récompenses et honneurs

### Saison régulière
| Prix de l'Association des chroniqueurs de baseball d'Amérique | Prix de l'Association des chroniqueurs de baseball d'Amérique | Prix de l'Association des chroniqueurs de baseball d'Amérique | Prix de l'Association des chroniqueurs de baseball d'Amérique | Prix de l'Association des chroniqueurs de baseball d'Amérique | Prix de l'Association des chroniqueurs de baseball d'Amérique | Prix de l'Association des chroniqueurs de baseball d'Amérique | Prix de l'Association des chroniqueurs de baseball d'Amérique | Prix de l'Association des chroniqueurs de baseball d'Amérique |
| Prix BBWAA                                                    | Ligue nationale                                               | Ligue américaine                                              |                                                               |                                                               |                                                               |                                                               |                                                               |                                                               |
| ------------------------------------------------------------- | ------------------------------------------------------------- | ------------------------------------------------------------- | ------------------------------------------------------------- | ------------------------------------------------------------- | ------------------------------------------------------------- | ------------------------------------------------------------- | ------------------------------------------------------------- | ------------------------------------------------------------- |
| Recrue de l'année                                             | Pete Alonso (NYM)                                             | Yordan Álvarez (HOU)                                          |                                                               |                                                               |                                                               |                                                               |                                                               |                                                               |
| Trophée Cy Young                                              | Jacob deGrom (NYM)                                            | Justin Verlander (HOU)                                        |                                                               |                                                               |                                                               |                                                               |                                                               |                                                               |
| Manager de l'année                                            | Mike Shildt (STL)                                             | Rocco Baldelli (MIN)                                          |                                                               |                                                               |                                                               |                                                               |                                                               |                                                               |
| Joueur par excellence                                         | Cody Bellinger (LAD)                                          | Mike Trout (LAA)                                              |                                                               |                                                               |                                                               |                                                               |                                                               |                                                               |
| Gant doré                                                     |                                                               |                                                               |                                                               |                                                               |                                                               |                                                               |                                                               |                                                               |
| Position                                                      | Ligue nationale                                               | Ligue américaine                                              |                                                               |                                                               |                                                               |                                                               |                                                               |                                                               |
| Lanceur                                                       | Zack Greinke (ARI)                                            | Mike Leake (SEA)                                              |                                                               |                                                               |                                                               |                                                               |                                                               |                                                               |
| Receveur                                                      | J.T. Realmuto (PHI)                                           | Roberto Pérez (CLE)                                           |                                                               |                                                               |                                                               |                                                               |                                                               |                                                               |
| Première base                                                 | Anthony Rizzo (CHC)                                           | Matt Olson (OAK)                                              |                                                               |                                                               |                                                               |                                                               |                                                               |                                                               |
| Deuxième base                                                 | Kolten Wong (STL)                                             | Yolmer Sánchez (CWS)                                          |                                                               |                                                               |                                                               |                                                               |                                                               |                                                               |
| Troisième base                                                | Nolan Arenado (COL)                                           | Matt Chapman (OAK)                                            |                                                               |                                                               |                                                               |                                                               |                                                               |                                                               |
| Arrêt-court                                                   | Nick Ahmed (ARI)                                              | Francisco Lindor (CLE)                                        |                                                               |                                                               |                                                               |                                                               |                                                               |                                                               |
| Champ gauche                                                  | David Peralta (ARI)                                           | Alex Gordon (KC)                                              |                                                               |                                                               |                                                               |                                                               |                                                               |                                                               |
| Champ centre                                                  | Lorenzo Cain (MIL)                                            | Kevin Kiermaier (TB)                                          |                                                               |                                                               |                                                               |                                                               |                                                               |                                                               |
| Champ droit                                                   | Cody Bellinger (LAD)                                          | Mookie Betts (BOS)                                            |                                                               |                                                               |                                                               |                                                               |                                                               |                                                               |
| Prix Silver Slugger                                           |                                                               |                                                               |                                                               |                                                               |                                                               |                                                               |                                                               |                                                               |
| Lanceur/Frappeur désigné                                      | Zack Greinke (ARI)                                            | Nelson Cruz (MIN)                                             |                                                               |                                                               |                                                               |                                                               |                                                               |                                                               |
| Receveur                                                      | J.T. Realmuto (PHI)                                           | Mitch Garver (MIN)                                            |                                                               |                                                               |                                                               |                                                               |                                                               |                                                               |
| Première base                                                 | Freddie Freeman (ATL)                                         | Carlos Santana (CLE)                                          |                                                               |                                                               |                                                               |                                                               |                                                               |                                                               |
| Deuxième base                                                 | Ozzie Albies (ATL)                                            | DJ LeMahieu (NYY)                                             |                                                               |                                                               |                                                               |                                                               |                                                               |                                                               |
| Troisième base                                                | Anthony Rendon (WAS)                                          | Alex Bregman (HOU)                                            |                                                               |                                                               |                                                               |                                                               |                                                               |                                                               |
| Arrêt-court                                                   | Trevor Story (COL)                                            | Xander Bogaerts (BOS)                                         |                                                               |                                                               |                                                               |                                                               |                                                               |                                                               |
| Champ extérieur                                               | Ronald Acuña Jr. (ATL)                                        | Mookie Betts (BOS)                                            |                                                               |                                                               |                                                               |                                                               |                                                               |                                                               |
| Champ extérieur                                               | Cody Bellinger (LAD)                                          | George Springer (HOU)                                         |                                                               |                                                               |                                                               |                                                               |                                                               |                                                               |
| Champ extérieur                                               | Christian Yelich (MIL)                                        | Mike Trout (LAA)                                              |                                                               |                                                               |                                                               |                                                               |                                                               |                                                               |

### All-MLB Team
Le 10 décembre, la Ligue majeure de baseball annonce la toute première All-MLB Team. Les joueurs ont été sélectionnés par votes, 50% des votes étaient de fans et les autres 50% d'un panel d'experts. Les gagnants ont été sélectionnés sur la base du mérite, sans nombre fixe de candidats par poste et sans distinction entre les deux ligues.
| Première All-MLB Team | Première All-MLB Team    | Première All-MLB Team | Première All-MLB Team | Première All-MLB Team | Première All-MLB Team | Première All-MLB Team | Première All-MLB Team | Première All-MLB Team |
| Position              | Joueur (équipe)          |                       |                       |                       |                       |                       |                       |                       |
| --------------------- | ------------------------ | --------------------- | --------------------- | --------------------- | --------------------- | --------------------- | --------------------- | --------------------- |
| Lanceur partant       | Gerrit Cole (HOU)        |                       |                       |                       |                       |                       |                       |                       |
| Lanceur partant       | Justin Verlander (HOU)   |                       |                       |                       |                       |                       |                       |                       |
| Lanceur partant       | Jacob deGrom (NYM)       |                       |                       |                       |                       |                       |                       |                       |
| Lanceur partant       | Max Scherzer (WAS)       |                       |                       |                       |                       |                       |                       |                       |
| Lanceur partant       | Stephen Strasburg (WAS)  |                       |                       |                       |                       |                       |                       |                       |
| Lanceur de relève     | Kirby Yates (SD)         |                       |                       |                       |                       |                       |                       |                       |
| Lanceur de relève     | Josh Hader (MIL)         |                       |                       |                       |                       |                       |                       |                       |
| Frappeur désigné      | Nelson Cruz (MIN)        |                       |                       |                       |                       |                       |                       |                       |
| Receveur              | J.T. Realmuto (PHI)      |                       |                       |                       |                       |                       |                       |                       |
| Première base         | Pete Alonso (NYM)        |                       |                       |                       |                       |                       |                       |                       |
| Deuxième base         | DJ LeMahieu (NYY)        |                       |                       |                       |                       |                       |                       |                       |
| Troisième base        | Anthony Rendon (WAS)     |                       |                       |                       |                       |                       |                       |                       |
| Arrêt-court           | Xander Bogaerts (BOS)    |                       |                       |                       |                       |                       |                       |                       |
| Champ extérieur       | Mike Trout (LAA)         |                       |                       |                       |                       |                       |                       |                       |
| Champ extérieur       | Cody Bellinger (LAD)     |                       |                       |                       |                       |                       |                       |                       |
| Champ extérieur       | Christian Yelich (MIL)   |                       |                       |                       |                       |                       |                       |                       |
| Deuxième All-MLB Team |                          |                       |                       |                       |                       |                       |                       |                       |
| Lanceur partant       | Zack Greinke (ARI)/(HOU) |                       |                       |                       |                       |                       |                       |                       |
| Lanceur partant       | Hyun-jin Ryu (LAD)       |                       |                       |                       |                       |                       |                       |                       |
| Lanceur partant       | Jack Flaherty (STL)      |                       |                       |                       |                       |                       |                       |                       |
| Lanceur partant       | Charlie Morton (TB)      |                       |                       |                       |                       |                       |                       |                       |
| Lanceur partant       | Mike Soroka (ATL)        |                       |                       |                       |                       |                       |                       |                       |
| Lanceur de relève     | Aroldis Chapman (NYY)    |                       |                       |                       |                       |                       |                       |                       |
| Lanceur de relève     | Liam Hendriks (OAK)      |                       |                       |                       |                       |                       |                       |                       |
| Frappeur désigné      | Yordan Álvarez (HOU)     |                       |                       |                       |                       |                       |                       |                       |
| Receveur              | Yasmani Grandal (MIL)    |                       |                       |                       |                       |                       |                       |                       |
| Première base         | Freddie Freeman (ATL)    |                       |                       |                       |                       |                       |                       |                       |
| Deuxième base         | José Altuve (HOU)        |                       |                       |                       |                       |                       |                       |                       |
| Troisième base        | Alex Bregman (HOU)       |                       |                       |                       |                       |                       |                       |                       |
| Arrêt-court           | Marcus Semien (OAK)      |                       |                       |                       |                       |                       |                       |                       |
| Champ extérieur       | Ronald Acuña Jr. (ATL)   |                       |                       |                       |                       |                       |                       |                       |
| Champ extérieur       | Juan Soto (WAS)          |                       |                       |                       |                       |                       |                       |                       |
| Champ extérieur       | Mookie Betts (BOS)       |                       |                       |                       |                       |                       |                       |                       |

### Autres récompenses
- Prix Sporting News du joueur de l'année : Mike Trout (LAA)
- Retour de l'année : Carlos Carrasco (CLE, américaine) ; Josh Donaldson (ATL, nationale)
- Prix Edgar-Martínez (meilleur frappeur désigné) : Nelson Cruz (MIN)
- Prix Hank Aaron : Mike Trout (LAA, américaine) ; Christian Yelich (MIL, nationale)
- Prix Roberto Clemente (humanitaire): Carlos Carrasco (CLE)
- Prix Mariano Rivera (meilleur lanceur de relève AL): Aroldis Chapman (NYY)
- Prix Trevor Hoffman (meilleur lanceur de relève NL): Josh Hader (MIL)
- Prix Warren Spahn (meilleur lanceur gaucher): Patrick Corbin (WAS)

| Lanceur        | Zack Greinke   |
| Receveur       | Roberto Perez  |
| Première base  | Matt Olson     |
| Deuxième base  | Kolten Wong    |
| Troisième base | Matt Chapman   |
| Arrêt-court    | Nick Ahmed     |
| Champ gauche   | David Peralta  |
| Champ centre   | Lorenzo Cain   |
| Champ droit    | Cody Bellinger |
| Multi-position | Cody Bellinger |

### Récompenses mensuelles
| Mois      | Ligue américaine | Ligue nationale  |
| --------- | ---------------- | ---------------- |
| Avril     | Tim Anderson     | Cody Bellinger   |
| Mai       | Rafael Devers    | Josh Bell        |
| Juin      | DJ LeMahieu      | Charlie Blackmon |
| Juillet   | Yuli Gurriel     | Paul Goldschmidt |
| Août      | Alex Bregman     | Aristides Aquino |
| Septembre | Austin Meadows   | Eugenio Suárez   |

| Mois      | Ligue américaine | Ligue nationale   |
| --------- | ---------------- | ----------------- |
| Avril     | Tyler Glasnow    | Luis Castillo     |
| Mai       | Lucas Giolito    | Ryu Hyun-jin      |
| Juin      | Gerrit Cole      | Max Scherzer      |
| Juillet   | Gerrit Cole      | Stephen Strasburg |
| Août      | Mike Clevinger   | Jack Flaherty     |
| Septembre | Gerrit Cole      | Jack Flaherty     |

| Mois      | Ligue américaine | Ligue nationale  |
| --------- | ---------------- | ---------------- |
| Avril     | Brandon Lowe     | Pete Alonso      |
| Mai       | Michael Chavis   | Austin Riley     |
| Juin      | Yordan Álvarez   | Pete Alonso      |
| Juillet   | Yordan Álvarez   | Keston Hiura     |
| Août      | Yordan Álvarez   | Aristides Aquino |
| Septembre | Eloy Jiménez     | Pete Alonso      |

| Mois      | Ligue américaine | Ligue nationale |
| --------- | ---------------- | --------------- |
| Avril     | Shane Greene     | Kirby Yates     |
| Mai       | Aroldis Chapman  | Josh Hader      |
| Juin      | Liam Hendriks    | Josh Hader      |
| Juillet   | Tommy Kahnle     | Seth Lugo       |
| Août      | Aroldis Chapman  | Felipe Rivero   |
| Septembre | Brandon Workman  | Brent Suter     |

## Affluence à domicile et masse salariale
| Équipe                    | Victoires | %±     | Affluence à domicile | %±     | Par match | Masse salariale estimée | %±     |
| ------------------------- | --------- | ------ | -------------------- | ------ | --------- | ----------------------- | ------ |
| Dodgers de Los Angeles    | 106       | 15,2%  | 3 974 309            | 3,0%   | 49 066    | 193 553 333 $           | 17,5%  |
| Cardinals de Saint-Louis  | 91        | 3,4%   | 3 480 393            | 2,3%   | 42 968    | 161 120 267 $           | 2,2%   |
| Yankees de New York       | 103       | 3,0%   | 3 304 404            | -5,1%  | 40 795    | 228 442 421 $           | 42,1%  |
| Cubs de Chicago           | 84        | -11,6% | 3 094 865            | -2,7%  | 38 208    | 217 805 215 $           | 6,1%   |
| Angels de Los Angeles     | 72        | -10,0% | 3 023 012            | 0,1%   | 37 321    | 177 345 250 $           | 6,3%   |
| Rockies du Colorado       | 71        | -22,0% | 2 993 244            | -0,8%  | 36 954    | 145 348 500 $           | 6,4%   |
| Brewers de Milwaukee      | 89        | -7,3%  | 2 923 333            | 2,5%   | 36 091    | 128 842 900 $           | 17,9%  |
| Red Sox de Boston         | 84        | -22,2% | 2 915 502            | 0,7%   | 35 994    | 218 978 142 $           | -1,5%  |
| Astros de Houston         | 107       | 3,9%   | 2 857 367            | -4,1%  | 35 276    | 166 042 500 $           | -3,9%  |
| Phillies de Philadelphie  | 81        | 1,3%   | 2 727 421            | 26,4%  | 33 672    | 141 786 962 $           | 51,0%  |
| Giants de San Francisco   | 77        | 5,5%   | 2 707 760            | -14,2% | 33 429    | 175 550 753 $           | -13,1% |
| Braves d’Atlanta          | 97        | 7,8%   | 2 654 920            | 3,9%   | 32 777    | 133 186 667 $           | 15,0%  |
| Mets de New York          | 86        | 11,7%  | 2 442 532            | 9,8%   | 30 155    | 154 837 230 $           | -4,1%  |
| Padres de San Diego       | 70        | 6,1%   | 2 396 399            | 10,5%  | 29 585    | 90 260 767 $            | -3,8%  |
| Twins du Minnesota        | 101       | 29,5%  | 2 303 299            | 17,6%  | 28 436    | 113 758 333 $           | 3,2%   |
| Nationals de Washington   | 93        | 13,4%  | 2 259 781            | -10,7% | 27 899    | 203 016 595 $           | 7,5%   |
| Diamondbacks de l’Arizona | 85        | 3,7%   | 2 135 510            | -4,8%  | 26 364    | 124 016 266 $           | -8,0%  |
| Rangers du Texas          | 78        | 16,4%  | 2 132 994            | 1,2%   | 26 333    | 104 433 499 $           | -1,6%  |
| Reds de Cincinnati        | 75        | 11,9%  | 1 809 075            | 11,0%  | 22 334    | 109 737 499 $           | 16,0%  |
| Mariners de Seattle       | 68        | -23,6% | 1 791 109            | -22,1% | 22 112    | 126 874 600 $           | -19,2% |
| Blue Jays de Toronto      | 67        | -8,2%  | 1 750 144            | -24,7% | 21 607    | 64 680 671 $            | -57,4% |
| Indians de Cleveland      | 93        | 2,2%   | 1 738 642            | -9,8%  | 21 465    | 151 257 783 $           | 5,5%   |
| Athletics d’Oakland       | 97        | 0,0%   | 1 670 734            | 6,2%   | 20 626    | 102 935 833 $           | 47,3%  |
| White Sox de Chicago      | 72        | 16,1%  | 1 649 775            | 2,5%   | 20 622    | 80 846 333 $            | 7,7%   |
| Tigers de Détroit         | 47        | -26,6% | 1 501 430            | -19,1% | 18 536    | 100 618 500 $           | -9,8%  |
| Pirates de Pittsburgh     | 69        | -15,9% | 1 491 439            | 1,8%   | 18 413    | 72 915 501 $            | -17,3% |
| Royals de Kansas City     | 59        | 1,7%   | 1 479 659            | -11,1% | 18 267    | 98 183 242 $            | 3,1%   |
| Orioles de Baltimore      | 54        | 14,9%  | 1 307 807            | -16,4% | 16 146    | 82 696 100 $            | -41,6% |
| Rays de Tampa Bay         | 96        | 6,7%   | 1 178 735            | 2,1%   | 14 552    | 56 071 767 $            | 21,9%  |
| Marlins de Miami          | 57        | -9,5%  | 811 302              | 0,0%   | 10 016    | 74 683 643 $            | -13,7% |

## Uniformes

### Changements
Le 16 novembre 2018, les Marlins de Miami ont dévoilé le nouveau logo, les nouvelles couleurs de l'équipe et le nouvel uniforme pour 2019, dans le cadre des changements institués par le nouveau PDG de l'équipe, Derek Jeter. Le nouveau design remplace celui utilisé depuis le déménagement de la franchise au Marlins Park en 2012 et le changement de nom, passant des Marlins de la Floride aux Marlins de Miami, ce design utilise des nuances de rouge, bleu, noir et ardoise.
Le 29 janvier 2018, la Ligue majeure annonce que les Indiens de Cleveland ont accepté l'arrêt de l'utilisation du logo "Chief Wahoo", qui avait été critiqué car stéréotype des natifs américains, sur leurs uniformes en 2019, car il est considéré comme plus approprié à l'utilisation sur les terrains,. L'insigne de casquette avec le C deviendra officiellement le logo principal de l'équipe ; le 19 novembre 2018, l'équipe a dévoilé de nouveaux uniformes sans le logo Chief Wahoo, ainsi que de nouveaux chapeaux à bords rouges pour les matchs à domicile, un nouveau maillot alternatif à domicile de couleur rouge (c'est le premier maillot rouge de l'équipe depuis les années 1970) et des écussons sur les manches des maillots pour fêter l'accueil du match des étoiles 2019. Afin de conserver les marques et de les empêcher de tomber dans le domaine public, le logo continuera d'être utilisé sur une quantité limitée de marchandises de l'équipe,,.
Pour commémorer les 150 années de la Ligue majeure de baseball, les 30 équipes portent pendant la saison, un écusson sur la manche droite de leur maillot. L'écusson a également été porté sur les casquettes le jour de l'ouverture de la saison.

### Anniversaires et événements spéciaux
Les équipes suivantes portent, pour certaines occasions, des écusson commémoratifs. 
| Équipe                   | Occasion spéciale |
| ------------------------ | --- |
| Toutes les équipes       | 150e anniversaire de la Ligue majeure de baseball                                                                    |
| Toutes les équipes       | Écusson no 42 pour le Jackie Robinson Day (15 avril)                                                                 |
| Toutes les équipes       | Rubans roses pour la sensibilisation au cancer du sein (12 mai, fête des mères aux EU)                               |
| Toutes les équipes       | Écusson "Play Ball" en partenariat avec l'USA Baseball et l'USA Softball (1er et 2 juin)                             |
| Toutes les équipes       | Rubans bleus pour la sensibilisation au cancer de la prostate (16 juin, fête des pères aux EU)                       |
| Toutes les équipes       | Pas d'uniformes du 4 juillet cette saison, mais des casquettes avec le logo aux couleurs nationales (4 au 7 juillet) |
| Toutes les équipes       | Rubans d'or pour la sensibilisation au cancer pédiatrique (30 août)                                                  |
| Orioles de Baltimore     | Écusson no 20 en mémoire de Frank Robinson                                                                           |
| Red Sox de Boston        | Champion de la Série mondiale 2018 (9 avril)                                                                         |
| Red Sox de Boston        | Série de Londres 2019 (29-30 juin)                                                                                   |
| Reds de Cincinnati       | 150e anniversaire du baseball professionnel                                                                          |
| Reds de Cincinnati       | Écusson no 20 en mémoire de Frank Robinson                                                                           |
| Indiens de Cleveland     | Match des étoiles 2019                                                                                               |
| Indiens de Cleveland     | Écusson no 20 en mémoire de Frank Robinson (1er avril)                                                               |
| Angeles de Los Angeles   | Écusson no 45 en mémoire de Tyler Skaggs (à partir du 2 juillet)                                                     |
| Dodgers de Los Angeles   | Écusson no 36 en mémoire de Don Newcombe                                                                             |
| Brewers de Milwaukee     | 50e anniversaire de la franchise (aussi connue comme Pilots de Seattle)                                              |
| Yankees de New York      | Brassard noir sur la manche gauche en mémoire de Mel Stottlemyre                                                     |
| Yankees de New York      | Série de Londres 2019 (29-30 juin)                                                                                   |
| Phillies de Philadelphie | Écusson "DPM" en mémoire du président de l'équipe David Montgomery (à partir du 13 mai)                              |
| Phillies de Philadelphie | Écusson pour commémorer la retraite de Ryan Howard (14 juillet)                                                      |
| Pirates de Pittsburgh    | Écusson du ministère de la sécurité publique (20 avril)                                                              |
| Padres de San Diego      | 50e anniversaire à San Diego                                                                                         |
| Giants de San Francisco  | Écusson "PETER" en mémoire de l'ancien président de l'équipe Peter Magowan                                           |
| Giants de San Francisco  | Écusson "STRETCH 44" en mémoire de Willie McCovey                                                                    |
| Mariners de Seattle      | Écusson de l'entrée au Temple de la renommée d'Edgar Martínez (9-11 août)                                            |
| Rays de Tampa Bay        | Écusson "VJN" en mémoire du fondateur et premier propriétaire Vince Naimoli (à partir du 30 août)                    |
| Rangers du Texas         | Dernière saison au Globe Life Park in Arlington                                                                      |
| Blue Jays de Toronto     | Écusson du drapeau canadien pour la fête du Canada (1er juillet)                                                     |

### Autres uniformes
- 15 avril : Les joueurs, les gérants et les arbitres portaient le no 42 pour le 72e anniversaire des débuts de Jackie Robinson en Ligue majeure.
- 27 mai : Toutes les équipes portaient un uniforme avec un coquelicot portant les mots "Lest We Forget" (n'oublions pas) pour le Memorial Day.
- 29 juin : Les Orioles portaient des uniformes basés sur le drapeau de l'État du Maryland.
- 12 juillet : Les Angels portaient des uniformes avec le nom "Skaggs" et le numéro 45 en mémoire de Tyler Skaggs, décédé le 1er juillet.
- 13 juillet : Les Giants et les Brewers portaient des uniformes en langue espagnole soit avec "Gigantes" et "Cerveceros".
- 22 juillet : Les Astros portaient des casquettes avec le logo Apollo 11 pour commémorer le 50e anniversaire de l'alunissage.
- 18 août : Les Cubs et les Pirates portaient des casquettes et des uniformes spéciaux aux Séries mondiales de la Little League. Les Cubs portaient des uniformes avec le mot "Cubbies" et les Pirates avec les mots "The Burgh". Chaque joueur portait un surnom sur le dos.
- 23 au 25 août : Pour la troisième année consécutive, eut lieu un weekend des joueurs, un événement pendant lequel les équipes permettent aux joueurs de montrer leurs passions, leur histoire et leurs centres d'intérêt en mettant leur touche personnelle, y compris un surnom, sur les équipements qu'ils portent[215]. Cette saison, les équipes portaient des uniformes noirs ou blancs, l'équipe locale choisissant sa couleur. Le lanceur portait toujours un chapeau noir, quelle que soit la couleur de l'uniforme de l'équipe[216].
- 6 septembre : Les Reds et les Braves portaient des uniformes en langue espagnole soit avec "Los Rojos" et "Los Bravos".
- 8 et 16 septembre : Les Athletics portaient un uniforme en langue espagnole soit avec "Atléticos".
- 14 septembre : Les Giants portaient des uniformes noirs avec "Gigantes" en orange.

### Rétro
Pour honorer le 150e anniversaire de la naissance des Red Stockings de Cincinnati, première équipe professionnelle de baseball, les Reds de Cincinnati ont annoncé le 5 novembre 2018 que l'équipe porterait quinze uniformes rétro. Ils porteraient ainsi :
- 4 mai : uniforme de 1902 (le 150e anniversaire du premier match des Red Stockings)
- 5 mai : uniforme extérieur de 1911
- 19 mai : uniforme de 1919
- 6 juillet : uniforme de 1939
- 7 juillet : uniforme extérieur de 1956
- 21 juillet : uniforme de 1961
- 28 juillet : uniforme de 1967
- 11 août : uniforme de 1969
- 22 septembre : uniforme de 1999

Les Pirates continuent de porter l'uniforme couleur "bourdon" de 1979 le dimanche pendant cette saison. L'équipe portait des uniformes monochromes, noirs, le 20 juillet pour le 40e anniversaire de la victoire à la Série mondiale 1979.
Les 1er et 7 juin, les Pirates et les Brewers ont porté des uniformes de Negro Leagues. Les Pirates portaient l'uniforme des Crawfords de Pittsburgh et les Brewers celui des Bears de Milwaukee.
Le 23 juin, les Twins et les Royals ont porté des uniformes de Negro Leagues. Les Twins portaient l'uniforme de 1908 des Colored Gophers de Saint Paul et les Royals portaient celui de 1942 des Monarchs de Kansas City.
Les Mariners et les Astros portaient des uniformes des années 1980-90, le 29 juin.
Les Royals et les Nationals ont porté des uniformes de 1969, le 6 juillet. Les Nationals ont porté ceux des Expos de Montréal de 1969.
Le 27 juillet, les Phillies portaient les uniformes "Saturday Night Special", couleur bordeaux, datant de 1979. Ils n'avaient été portés qu'une seule fois, le 27 mai 1979. Les Braves ont également porté des uniformes de 1979.
Les Braves ont porté des uniformes des années 1970 du 1er au 4 août.
Le 2 août, les Mariners et les Astros ont porté des uniformes des années 1980.
Le 9 août, les Orioles et les Astros portaient des uniformes de 1989.
Le 16 août, les Angels portaient des uniformes des Angels de la Californie des années 1970.

## Lieux
C'était la dernière saison des Rangers du Texas au Globe Life Park in Arlington (anciennement connu sous les noms de Ballpark in Arlington et Ameriquest Field), l'équipe dispute son dernier match dans le stade le 29 septembre en battant 6-1 les Yankees de New York, elle déménagera en 2020 au Globe Life Field, nouvellement construit.
Le stade des Mariners de Seattle est renommé T-Mobile Park, nom de l'opérateur mobile (cela inclut la couleur rose du logo dans l'image de la marque du stade). Le contrat entre Safeco et la franchise a expiré à la fin de la saison 2018, permettant ce nouveau contrat.
Le stade des Giants de San Francisco a reçu son quatrième nom depuis son ouverture en 2000, mais c'est la première fois que le contrat de nommage n'est pas à la même société. En effet, Oracle paiera un montant inconnu mais significatif pour un accord de vingt ans et ainsi renommer l'ancien AT&T Park en Oracle Park. Elle conserve ainsi le nom d'Oracle sur un site sportif de la baie, puisque les Warriors de Golden State ont quitté l'Oracle Arena d'Oakland pour le Chase Center à 1,2 km au sud de l'Oracle Park à la fin de la saison 2018-2019 de NBA.

## Droits de diffusion

### Télévision

#### Nationale
C'était la sixième année des accords actuels de huit ans entre Fox Sports, ESPN et TBS. La Fox a diffusé du baseball le samedi soir pendant huit semaines, jusqu'au match des étoiles 2019 qui a également été diffusé par la Fox. La Fox a ensuite diffusé les matchs du samedi après-midi pour les quatre dernières semaines de la saison. FS1 a diffusé des matchs le mardi et le samedi durant l'après-midi et la nuit. ESPN a retransmis des matchs pendant avec programme phare Sunday Night Baseball mais aussi les lundis et mercredis soirs. TBS a retransmis les matchs du dimanche après-midi pendant les 13 dernières semaines de la saison régulière. La Fox et ESPN (avec Sunday Night Baseball) avaient l'exclusivité de la diffusion, toutes les autres diffusions étaient donc bloquées. [réf. nécessaire]
TBS a télévisé le match du meilleur deuxième de la Ligue nationale, les Séries de divisions et les Séries de championnat. ESPN a télévisé le match du meilleur deuxième de la Ligue américaine. FS1 et MLB Network ont retransmis la Série de division de la Ligue américaine. Fox et FS1 ont retransmis la Série de championnat de la Ligue américaine. La Série mondiale sera diffusée exclusivement sur la Fox pour la 20e année consécutive.[réf. nécessaire]
En France, pour la cinquième saison consécutive, BeIn Sports était le seul diffuseur de la Ligue majeure. La chaîne sportive diffusait un match en direct un soir en semaine ainsi que le match du dimanche soir en différé le lundi. Elle diffusa aussi le Match des étoiles ainsi que les Séries éliminatoires dont la Série mondiale en intégralité.

#### Locale
En vertu d'un accord avec le département de la Justice des États-Unis concernant l'acquisition par Disney de la 21st Century Fox, le réseau de chaînes régionales de Fox Sports devait être vendu à des tiers avant le 18 juin 2019. Fox a également invoqué une clause pour donner à la Yankee Global Enterprises (propriétaire des Yankees) le droit de racheter ses parts de YES Network. Y compris YES, le réseau de chaînes régionales de Fox Sports qui diffuse les matchs de 15 des 30 équipes MLB. Le 8 mars, YES a été vendu à 80% aux entreprises Yankee Global Enterprises, Amazon et Sinclair Broadcast Group pour 3,5 milliards de dollars. Le 3 mai, Sinclair et Entertainment Studios ont convenu d'acheter le reste du réseau de Fox Sports. Le réseau a continué d'utiliser la marque Fox Sports pour le reste de la saison régulière dans le cadre d'un accord de licence transitoire.
Les droits de WGN-TV pour retransmettre les matchs des Cubs de Chicago et des White Sox ont pris fin à la fin de la saison 2019. WGN détenait les droits de diffusion locale des deux équipes depuis 1948. Les derniers matchs diffusés de la chaîne ont eu lieu le 28 septembre pour les Cubs et le 29 septembre pour les White Sox. À partir de la saison 2020, les matchs des Cubs seront diffusés exclusivement par le nouveau network Marquee Sports. Alors que pour les matchs des White Sox se sera NBC Sports Chicago qui s'occupera de la diffusion.

### Radio

#### Nationale
- ESPN Radio diffusera sa 22e saison de couverture nationale, y compris avec le Sunday Night Baseball, les matchs du samedi, les jours d'ouverture, les jours fériés, le match des étoiles et le Home Run Derby, ainsi que l'intégralité des séries éliminatoires de la Ligue majeure de baseball.[réf. nécessaire]

#### Locale
- Les Mets de New York sont passés de la chaîne WOR, canal 710 (propriété d'iHeartMedia) à WCBS, canal 880 (propriété d'Entercom), ramenant l'équipe dans le giron de l'ancien groupe CBS Radio New York après cinq ans avec WOR (l'équipe était auparavant pendant des décennies en association avec WFAN). Cependant, le réseau radio de la franchise a été dissous avant la saison, laissant WCBS comme seule station diffusant les matchs de l'équipe[231].

### Numérique
Le contrat de la MLB avec Facebook Watch a été encore réduit, ne comprenant désormais que six matchs (au lieu de 25). De plus, les matchs ne seront plus exclusifs au service,. La ligue a également conclu un nouveau partenariat numérique avec le service de streaming DAZN, qui diffuse désormais un programme quotidien réalisé en studio, ChangeUp, qui propose des commentaires en direct sur les matchs en cours,.
À la mi-juillet, MLB et Google ont annoncé que 13 matchs seront diffusés exclusivement sur YouTube et produits par le MLB Network.

## Retraites
Les joueurs et les managers suivants ont pris leur retraite entre le début de la saison 2019 et le jour d'ouverture de la saison 2020 :
- Bruce Bochy : le 18 février, il annonce qu'il prendra sa retraite de la gestion des Giants de San Francisco à la fin de la saison[237]
- Ichiro Suzuki : 21 mars[238]
- Jason Hammel : 23 mars[239]
- Craig Gentry : 2 mai[240]
- Jake Peavy, : 5 mai, mais n'avait plus fait de lancé professionnellement depuis 2016[241]
- James Loney : 10 mai[242]
- Koji Uehara : 19 mai, mais n'avait plus fait de lancé dans la ligue majeure depuis 2017[243]
- Sean Burnett : 28 mai[244]
- Matt den Dekker : 7 juin[245]
- Alex Meyer : 25 juin[246]
- Cody Decker : 7 juillet[247]
- Chris Stewart : 12 juillet[248]
- Kirk Nieuwenhuis : 12 juillet
- Troy Tulowitzki : 25 juillet[249]
- Danny Farquhar : 31 juillet[250]
- Ty Kelly : 24 août[251]
- Ned Yost : le 23 septembre, il annonce qu'il prendra sa retraite de la gestion des Royals de Kansas City à la fin de la saison[252]
- Brian McCann : 9 octobre[253]
- David Freese : 12 octobre[254]
- CC Sabathia : 21 octobre[255]
- Mike Olt : 25 octobre[256]
- Michael Saunders : 25 octobre, mais n'avait plus joué professionnellement depuis 2018[257]
- Kristopher Negron : 12 novembre[258]
- Clint Hurdle : le 13 novembre, il annonce qu'il se retire de la gestion[259]
- Koda Glover : 2 décembre[260]
- Ian Kinsler : 20 décembre[261]
- Carlos Gomez : 16 janvier 2020[262]
- Tony Barnette : 28 janvier 2020[263]
- Peter Bourjos : 30 janvier 2020[264]
- Curtis Granderson : 31 janvier 2020[265]
- Mike Dunn : 4 février 2020[266]
- Kendrys Morales : 7 février 2020[267]
- Martín Prado : 12 février 2020[268]
- Jeremy Hellickson : 14 février 2020[269]
- Lonnie Chisenhall : 21 février 2020[270]
- Tom Koehler : 2 mars 2020[271]
- A. J. Reed : 4 mars 2020[272]
- Evan Gattis : 30 mars 2020[273]
- Mark Reynolds : 9 avril 2020[274]
- Steve Pearce : 14 avril 2020[275]
- Rob Wooten : 18 avril 2020[276]
- Ryan O'Rourke : 8 juin 2020[277]
- Denard Span : 8 juin 2020[278]
- Chad Bettis : 25 juin 2020[279]
- Blake Trahan : 28 juin 2020[280]
- Brandon Guyer: 6 juillet 2020[281]
- Devin Mesoraco : 10 juillet 2020[282]
- George Kontos : 20 juillet 2020[283]

## Numéros retirés
- Adrián Beltré a vu son numéro 29 retiré par les Rangers du Texas le 8 juin. C'était le cinquième numéro retiré par la franchise[284].
- Joe Mauer a vu son numéro 7 retiré par les Twins du Minnesota le 15 juin. C'était le neuvième numéro retiré par la franchise[285].
- Michael Young a vu son numéro 10 retiré par les Rangers du Texas le 31 août. C'était le sixième numéro retiré par la franchise[286].